# Tongdaeng

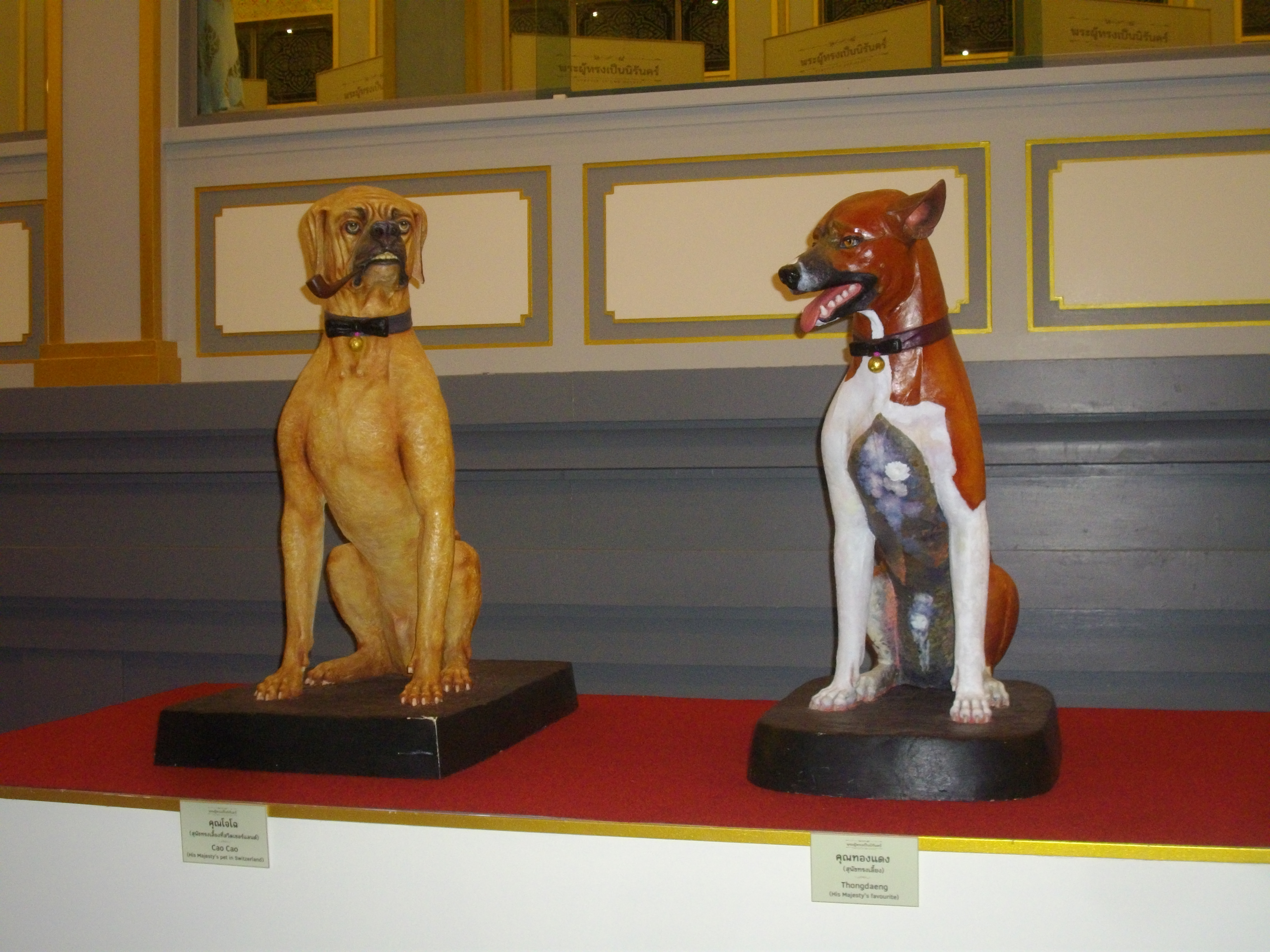
Statuen von Cao Cao (links) und Tongdaeng (rechts), im königlichen Krematorium, 2017

Tongdaeng, auch Thong Daeng (* 1. November 1998; † 26. Dezember 2015 in Hua Hin) war eine kupferfarbene Hündin und ein Haustier von König Bhumibol Adulyadej von Thailand.

## Leben
Der König nahm den Hund 1998 aus dem Wurf eines Straßenhundes zu sich, als er ein medizinisches Zentrum besucht hatte. Der Name bedeutet Kupfer auf Thai. Tongdaeng war unter anderem 2006 Gegenstand einer Briefmarkenausgabe der thailändischen Post.
Bhumibol schrieb unter anderem eine Biographie über die Hündin, The Story of Tongdaeng (เรื่อง ทองแดง). Das mittlerweile verfilmte Buch gilt als vielfältige Parabel, Bhumibol lobte das Tier unter anderem für seine angeblichen Kenntnisse der Protokollregeln am Königshof, so sei sie immer in niedrigerer Position als der König verblieben, selbst wenn dieser sie umarmt habe. Das zweisprachig verfasste Buch wurde zu einem Bestseller in Thailand. Es soll sich besser verkauft haben als die lokale Harry-Potter-Ausgabe und ist auch als Geschenk nach wie vor beliebt.
Eine Facebookbemerkung über Tongdaeng von Thanakorn Siripaiboon, einem Fabrikarbeiter, wurde 2015 als Majestätsbeleidigung nach thailändischem Recht gewertet, die Anklage erst nach verschiedenen Presseberichten niedergeschlagen. Der Tod des Tieres wurde von der Veterinärabteilung der Kasetsart-Universität vermeldet und die Hündin mit der Anrede Khun ('gnädige Frau') versehen, Toengdang sei im Schlaf friedlich im Klai-Kangwon-Palast verstorben.
Im Dezember 2013 wurde ein satirischer Bericht über Tongdaeng und Fufu verfasst, der auf die Thronfolge in Thailand anspielte. Fufu war der Pudel von Maha Vajiralongkorn, damals der Kronprinz von Thailand und vergleichsweise unbeliebt. Der mediale Umgang mit den Haustieren ermöglichte eine indirekte und ironische Diskussion zur Sorge um die Nachfolge des Königs, die aufgrund der strengen Gesetze zur Majestätsbeleidigung in Thailand nicht offen geäußert werden konnten.